# Chiesa della Madonna del Carmine (Valbrenta)
La chiesa della Madonna del Carmine è la parrocchiale di Campolongo sul Brenta, frazione del comune sparso di Valbrenta, in provincia di Vicenza e diocesi di Padova; fa parte del vicariato di Valstagna-Fonzaso.

## Storia
Nel 1623 i fedeli campolonghesi, per i quali era scomodo recarsi alla parrocchiale di Oliero per assistere alle funzioni, tramite don Girolamo Orlando fecero richiesta al vicario diocesano di poter edificare una chiesetta in paese; ottenuto il permesso sia dal vescovo Pietro Valier sia dal doge Francesco Erizzo, nel 1627 venne finalmente realizzato il nuovo luogo di culto.
Nel 1651 fu decretato che ogni quarta domenica del mese un sacerdote giungesse a Campolongo per celebrare la Messa e impartire i sacramenti, mentre poi la parrocchia venne eretta nel 1664 dal vescovo Gregorio Barbarigo in seguito alle numerose richieste da parte dei fedeli.
La prima pietra della nuova parrocchiale neoclassiche fu posta nel 1793; l'edificio, disegnato da Antonio Gaidon, venne portato a compimento due anni dopo.
Durante il primo conflitto mondiale la chiesa riportò delle lesioni causate dalle granate austriache e, pertanto, venne restaurata nel dopoguerra, per poi essere consacrata nel 1928; il campanile sul lato nord, lasciato incompleto per oltre un secolo e mezzo, fu ultimato nel 1956.
Nella seconda metà del Novecento si provvide ad adeguare la parrocchiale alle norme postconciliari.

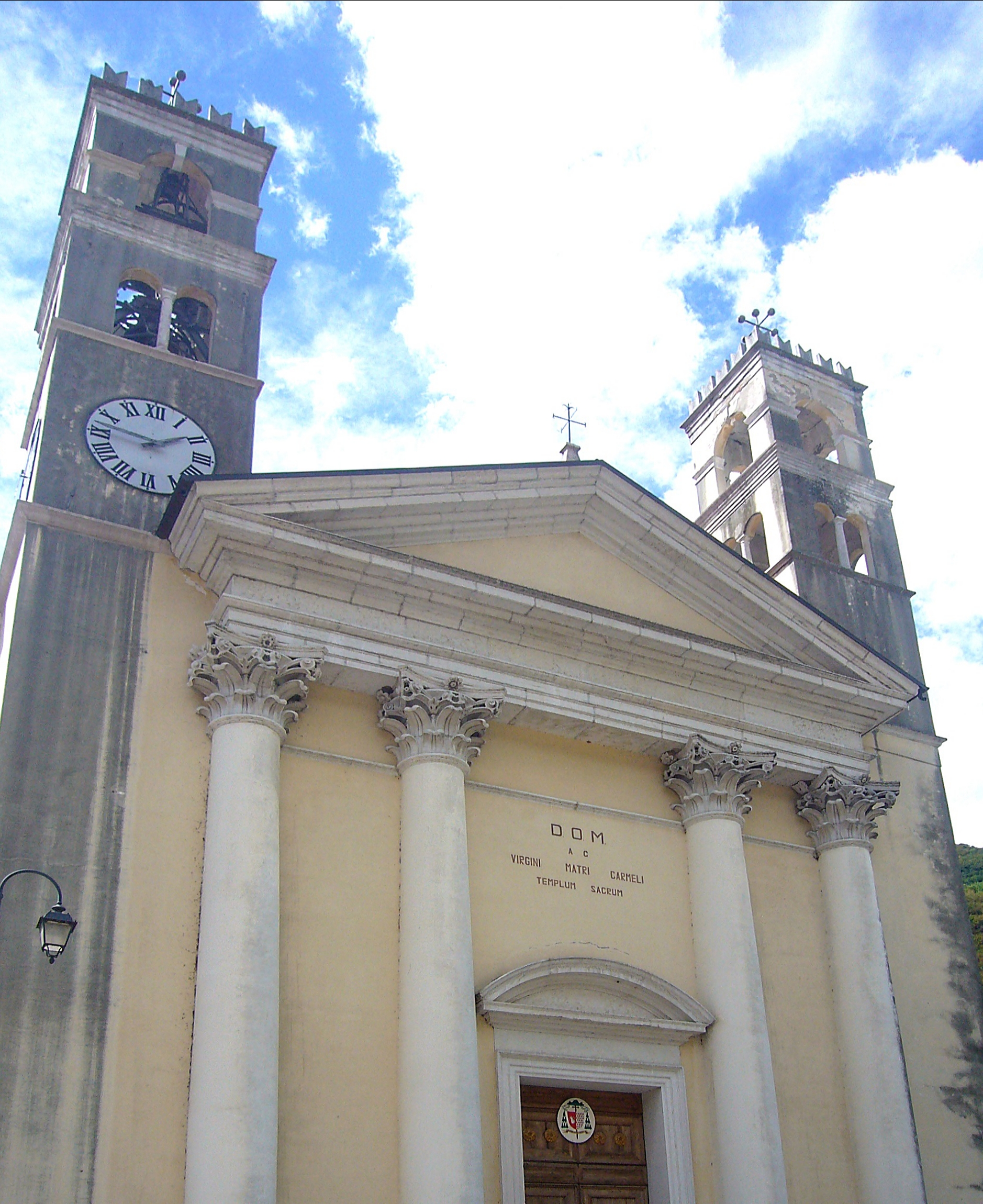
La facciata e i campanili

## Descrizione

### Esterno
La simmetrica facciata a capanna della chiesa, rivolta a nordest e scandita da quattro semicolonne corinzie sorreggenti la trabeazione e il frontone, presenta centralmente il portale d'ingresso, sormontato da un timpano semicircolare, e sopra l'iscrizione dedicatoria "DOM ac Virgini Matri Carmeli templum sacrum".
Ai lati del prospetto principale si elvano i due campanili a pianta quadrata, ognuno dei quali presenta una doppia cella, il cui ordine inferiore è caratterizzato da bifore e quello superiore da monofore.

### Interno
L'interno dell'edificio si compone di un'unica navata, sulla quale si affacciano le due cappelle laterali ospitanti gli altari minori e le cui pareti sono scandite da semicolonne sorreggenti la trabeazione sopra la quale si imposta la volta; al termine dell'aula si sviluppa il presbiterio, rialzato di alcuni gradini e chiuso dell'abside dagli angoli smussati.
Qui sono conservate diverse opere di pregio, tra le quali le due statue ritraenti i Santi Filippo e Giacomo, intagliate da Pietro Bonato, il fonte battesimale in pietra di Asiago, coronato da una copertura seicentesca riccamente decorata e abbellita da rilievi, e le due tele raffiguranti la Trinità con i santi Pietro e Paolo e la Madonna che appare ai Santi Antonio e Lucia, dipinte da Giulio Carpioni nel XVII secolo.